# Arcadia Lost
Arcadia Lost è un film del 2010 diretto da Phedon Papamichael.

## Produzione
Il film si svolge ed è stato girato interamente in Grecia.

## Distribuzione
Il film è uscito il 12 giugno 2010 negli USA mentre in Italia è inedito.